# 王宰 (节度使)
王宰（8世纪—9世纪），原名王晏宰，後去掉晏字，單名宰。唐朝將領，武寧節度使王智興二子，怀州温县人。唐武宗時期曾參與討伐自立为昭義節度使的军阀劉稹。

## 早年
王宰早年為宦官控制下的神策军军官，唐宪宗元和十三年随父王智兴讨伐军阀淄青节度使李师道，与兄王晏平率骑兵为先锋。因參與甘露之變有功，约开成元年（836年）出任光州刺史（今河南信陽）兼御史大夫。开成初年，在淮南觀察使段文昌推薦下任鹽州刺史（今陝西榆林），用法严苛，百姓不便，因与羌人失和，被诏令由神策大将军田牟代任。开成五年（840年）王宰由陇州防御使被提拔为检校工部尚书、邠寧慶節度使。回鶻平定後，会昌三年（843年）四月，王宰以银青光禄大夫、检校工部尚书、兼御史大夫、充邠宁节度观察处置等使、上柱国、太原郡开国公、食邑三千户充忠武军节度使。

## 討伐劉稹
王宰出任忠武军节度使后不久，唐武宗下詔要求王宰充泽潞南面招讨使，出兵討伐自立为昭義節度使的军阀劉稹。起初忠武军节度使並沒有被動員討伐劉稹。唐武宗本來下詔魏博節度使何弘敬前去討伐，但實際上何弘敬首鼠兩端，不奉诏，沒有任何行動。成德军节度使王元逵前锋已经进入邢州一月有余，屡次秘密上表说何弘敬首鼠两端。为了向何弘敬施加压力，李德裕称忠武军累战有功，军声颇振，王宰年力方壮，谋略可称，建议武宗命令王宰直接穿過魏博進攻磁州，并下诏告知何弘敬。当何弘敬得知王宰要來，他担心如果王宰部队进入魏博，自己的士兵可能会造反。同时，王元逵已经攻克邢州，开始攻打昭义军军部潞州，于是何弘敬急忙发动军队进攻磁州。李德裕认为这是何弘敬畏惧忠武军，若因此令王宰终止出兵，对何弘敬姑息太过，但河阳山险，攻守艰难，王宰停留也只会白费运粮成本，建议给王宰下密诏让他从容缓行不必急行军，叛军听闻其军势也会破胆，如果魏博全军而出，再制止忠武军也不迟。
唐武宗在宰相李德裕的建议下，转而将王宰調往河阳。當時河陽在由劉稹部下薛茂卿進攻下，河陽軍慘敗，河阳节度使王茂元又病重，李德裕考虑到河阳军队少，故建议武宗下诏令王宰不用去磁州，调王宰领陈许军会合义成军赴援，先发五千军为先锋，再自领全军为后继，入怀泽行营。当时何弘敬已经打败叛军，可以独当一面，不再需要王宰协助，王宰全军赴河阳，也可以制约何弘敬。陈许军队素来剽悍勇武，叛军忌惮。武宗认为王茂元、王宰两节度使共处河阳不妥，李德裕等奏：“王茂元习吏事而非将才，请以王宰为河阳行营攻讨使。王茂元如果病愈，只令他留下镇守河阳，如果病困，也没有其他可忧虑的。”八月，李德裕建议诏王宰自拣马步精兵，除了留镇外，取河阳、相卫路，直抵磁州。九月，唐武宗让忠武军节度使、银青光禄大夫、检校工部尚书兼许州刺史、御史大夫、上柱国王宰兼河阳行营诸军攻讨使，接管了屯驻万善栅的河阳军的指挥权。同月，王茂元去世，李德裕奏称只可以让王宰以忠武节度使身份统领万善营兵，不可让他兼领河阳，恐怕他不爱惜河阳州县，恣意侵扰。武宗采纳，于是以河南尹敬昕为河阳节度、怀孟观察使，王宰率行营御敌，敬昕供馈粮饷。
王宰到达前线後，由于王的部队有軍纪，劉稹的士兵就开始有點擔心。王宰与屯石会关的义成节度使刘沔暂时观望没有进军。河中节度使石雄也来到前线后，率先击败刘稹的军队。在李德裕见一下，刑部侍郎兼御史中丞李回奉命为使者至天井、冀氏宣慰，来蒲东督战，向王宰、石雄及诸军都头、两道大将等问询战况和破敌期限，王宰、石雄以戎装在道路左边谒见，李回没有停下，看着左右，呼喊责问破敌期限，王宰等震恐，约定六十天攻取潞州，否则以死谢罪。同时，薛茂卿对劉稹不滿，因为刘没有对他在擊敗河阳部队後给予奖励，认为正是薛的胜利使朝廷拒絕和談。因此，薛開始与王宰进行了秘密接触。在王宰進攻天井關（今山西晋城）時，薛只稍作抵抗便撤出天井關，隨後王將天井關收復，十二月奏捷。刘稹遣军将贾群来见河東節度使李石，呈上李石堂兄洺州刺史李恬的信说愿意向李石投降。李石囚贾群，将书信内容上报。武宗给李石下诏称石雄、王宰已据天井关，李石当道又得石会关，刘稹是计穷才为此，其实是缓兵之计，除非刘稹亲自绑缚自己来降，否则不得受降；建议下诏给王元逵、何弘敬、王宰、石雄，令他们一齐进兵，十天内必能成功。薛撤退到泽州，并秘密劝说王盡快进攻泽州，并承诺在王到达时會向其投降。但是王宰对薛的诚意表示怀疑。薛的计划很快被泄露，劉稹将其召回潞州並將其處死。泽州前线的部队被劉稹部下劉公直接管，后來劉公直又从王宰手中夺回了天井關。王則攻占了陵川，但随后王和劉公直的部队陷入了對峙的僵局。
在844年農曆新年，太原的軍隊在楊弁領導下叛變，李石逃跑，杨随后与劉稹结成了同盟。李德裕认为可以趁叛军治下乡村庆贺新年松懈、叛军困顿可能自己生变之际立功，密诏王宰、石雄、河东监军使吕义忠等，一旦叛军有变，就星夜进军潞州。李德裕建议王宰、石雄、吕义忠秘密遣细作探知敌情，发现叛军来了就不交战而攻打叛军因调兵而空虚的地方。又建议将成德军奏事官高迪献上的破敌之策经由翰林院下诏给王元逵、何弘敬、王宰、石雄、吕义忠，希望他们速平残寇。但有鉴于河东兵变，王認為可以接受劉稹的提议，應派遣使者前往潞州，了解劉稹的意图。然而李德裕反對和談，认为王宰擅自接受刘稹上表，想专占招抚之功，认为只能让王宰失信，但朝廷威望不能有损，并建议秘密下谕给石雄，告诉石雄如果王宰接受刘稹投降，则石雄无功可纪。李德裕写信给王宰，历数刘稹父子勾结杨弁等罪过，称若得到刘稹的章表，应该令将校当场焚毁，除非刘稹肯绑着自己前来。三月，曾與劉稹作戰的河东军人重新占领太原并平定了楊弁的兵变。
王宰逗留不进，李德裕指出王宰与石雄有隙，石雄距离潞州更近，王宰担心自己在泽州与昭义军交战时石雄乘虚攻取潞州独占大功，且王宰的儿子磁州刺史王晏实被刘稹扣押，这些都可能是王宰逗留的原因，建议将晋、绛二州所进叛军文书诏示王宰，勘问王宰，如查出泄露军情，可就在行营军法处置；如与叛军暧昧，就令差使押送王宰回京。武宗命李德裕草诏敦促王宰继续进攻。李德裕举命王宰攻打磁州则何弘敬出师、遣客军讨伐太原则戍兵先平定杨弁的例子，为了向王宰施压，建议将义成節度使劉沔调到河阳，并请他带二千滑州（义成军治所）兵前往靠近王宰的营地駐扎在万善，希望以此激王宰出兵，如王宰领会朝廷之意，必定不敢再逗留，如果王宰进军，刘沔手握重兵也可以壮其声势。武宗采纳。此后王宰於844年四月進攻了泽州，但無法立即将其佔領。李德裕指出石雄西面险阻，必须王宰、吕义忠深入，方可进军。盛夏，李德裕建议下诏令王宰、石雄不可稍缓，可自行解决供奉短缺。闰七月，刘稹心腹将领高文端投降，说泽州有一万五千军，常分兵大半潜伏山谷，等官军攻城疲倦了就集合相救，官军必失利；请求令陈许军过乾河立寨，从寨城连延建筑夹城，环绕泽州，每天遣大军布阵在外抵御救兵，叛军见围城工事将要合拢必定出城大战，待其败北可以乘势攻取泽州。李德裕奏请下诏告知王宰，并下诏给王元逵、何弘敬，称会诏令王宰和石雄并力在秋季破敌，王宰过了乾河就抵达泽州城下，叛军可能聚集太行山东兵马抗拒南面官军，令王元逵、何弘敬到时只需要进军深入，王宰必能立功，只要以此破了叛军的犄角之势，即使王宰攻取泽州，二人的功劳也在王宰之上。又下诏令王宰以投降则善待、不投降则屠城之意招降泽州。太行山以东的三个劉稹控制的州对刘派人前來收稅感到愤怒。潞州大将郭谊、张谷、陈扬廷遣人到王宰军，请求杀刘稹以自赎。王宰上报，武宗诏石雄率军七千入潞州，郭谊杀死了劉稹并向唐軍投降。不久劉稹的头颅通过泽州运送到了唐軍营地，当頭顱來到劉公直的营地時，劉公直全军悲痛地哭泣，隨後劉公直向王宰投降。武宗下诏令石雄、王宰等约束军队不得侵犯潞州军民，违者军法处置。八月，王宰将刘稹首级与刘稹手下大将郭谊等一百五十人露布献于京师，武宗御安福门、兴安门受俘，百官在楼前称贺。忠武都知兵马使王逢领陈许军七千人屯翼城，因功加检校左散骑常侍。阴山府都督朱邪赤心率三千代北骑军隶石雄麾下为前军，破石会关，助王宰攻克天井关，会合河东军屯榆社与吕义忠擒获杨弁，以功迁朔州刺史，仍为代北军使。百官上表祝贺王宰歼灭广治砦、阳城县叛军，封敖代武宗作《批百寮贺王宰破阳城贼表》以回复。
何弘敬和王元逵出兵时，李德裕奏称：“贞元、太和年间，朝廷讨伐叛军时，诏命诸道会兵，藩镇军才出界就供给军饷，他们逗留白费国力，有的还秘密和叛军商量，攻取叛军一县一栅作为捷报，所以师出无功。现在请求告诫元逵、弘敬，只令他们攻取州城，不要攻打县邑。”武宗认可。王宰、石雄讨伐的时候过了年也没有攻克泽潞，但当何弘敬、王元逵攻取邢、洺、磁三州后，刘稹便党羽离心，并最终被平定，皆如李德裕所料。攻破潞州时，距离王宰等发誓的最后期限还有三天。
当月，王宰将刘稹首级献于阙下，以功除授左仆射。讨伐刘稹之战石雄功劳最大，王宰厌恶他，数次想诋毁诬陷他。

## 戰后
会昌四年（844年）九月（或误作十二月），王宰正要回许州时，唐武宗任命忠武军节度、陈许蔡等州观察处置等使、河阳行营诸军招讨使、金紫光禄大夫、检校尚书右仆射、兼御史大夫、上柱国、太原郡开国公、食邑二千户王宰为检校司空、太原尹、北都留守，充河东节度、管内观察处置等使。十月，路过灵石县。
会昌五年（845年），昭義軍士兵不服新任節度使盧均再次叛變時，李德裕奏请密诏王宰令其从府城下选四千人，如已闻作乱，不需要再等待诏旨，令一千人守石会关，三千人取仪州路，截断武安道路。唐武宗采纳，命令王宰以一千步骑守石会关，三千步骑从仪州路据武安，以断邢、洺道路，河陽節度使石雄引兵守泽州，河中節度使韋恭甫派出步骑千人戍守晋州，切断叛军可能的逃亡路线，不過隨後盧均成功说服叛乱分子投降。
会昌六年（846年），唐武宗去世，唐宣宗即位，加王宰检校司空。大中元年（847年）五月，吐蕃将军論恐熱趁机進攻黄河以西地區。唐宣宗命令王宰前去抵禦吐蕃。王宰讓朱邪赤心作為前鋒，从麟州渡河，最終在盐州击败了論恐熱。王宰奏称云、蔚、朔三州为吐蕃咽喉，以前的守备多有废缺，导致吐蕃来去无阻；土地肥沃，可供军食；请求耕战。他在三城招募了六千士兵，让他们务农习战，积聚军粮。二年（848年）九月，秋季丰收，边境肃宁，宣宗以功加王宰检校司徒。十二月，入朝。三年（849年）正月，加光禄大夫，仍检校司徒，回镇。二月，再路过灵石县，有感于历任节度使柳公绰、令狐楚、狄兼谟、崔元式题字，遂作《灵石县记石》。
同年，王去首都长安朝見唐宣宗。在长安期间，他贿赂了许多高级官员，希望能调任為宣武節度使以及加同中书门下平章事头衔为名譽宰相。然而王这两个請託都遭到宰相刑部尚书周墀上疏反对：“天下大镇如并（河东节度使治所）、汴（宣武军节度使治所）这样的才几个，王宰的所求怎能满足？”宣宗也予以采纳，王被迫返回河东。大中四年（850年）九月，他患病后又由河东节度兼诸道行营招讨党项使調任河阳。大中七年（853年）他被罢官为太子少保和少傅，並且前往東都洛阳就職。最終王宰在洛陽去世。

## 作品
- 《灵石县记石》

## 家庭
子王晏实。王智兴很喜欢这个孙子，将他命为自己的儿子，故与王宰同字辈。